# 安州 (渤海国)
安州，渤海国的安边府所领二州之一。为府治。
安州在今俄罗斯滨海边疆区奥莉加。在挹娄故地。辖境约当今滨海边疆区南部等地区。安州是渤海安定府附郭州，《新唐书》卷219《渤海传》作安边府，“安边府领安、琼二州。”安州当为安边府的首州，与府治同地。天显元年（926年）三月，辽国攻克安边府。辽国废安州，改安边府为安定府。